# Freemake Video Converter
Freemake Video Converter — условно-бесплатный конвертер видео с закрытым исходным кодом для Windows, разработанный «Ellora Assets Corporation». Утилита предназначена для конвертирования видео между форматами, прожига и риппинга DVD, прожига Blu-ray, создания слайд-шоу фотографий и музыкальных визуализаций, конвертирования онлайн-видео и загрузки файлов на YouTube.

## Возможности
Freemake Video Converter может импортировать большинство популярных видео/аудио/графических форматов, и выводить их в AVI, MP4, WMV, Matroska, SWF, 3GP, DVD, Blu-Ray, MP3. Данная программа может осуществить видео поддержку для различных мультимедийных устройств, таких как IPod, iPhone, IPad, Xbox, Sony PlayStation, Blackberry, Android и других. Конвертер способен выполнить DVD прожиг, конвертирование видео/фотографий/музыки в DVD-видео.
Freemake Video Converter предоставляет простые задачи для редактирования видео, такие как резка, поворот, переворот, объединение нескольких видео фрагментов в один файл, а также создавать слайд-шоу фотографий с сопровождающейся музыкой. Пользователи имеют возможность загружать созданные файлы с помощью Freemake Video Converter на YouTube.
Пользовательский интерфейс Freemake Video Converter основан на «Windows Presentation Foundation technology». Freemake Video Converter (от версии 1.2.0 или более поздней) поддерживает «NVIDIA CUDA technology» для кодирования видео H.264.
Бета-версия 2.2.0.5 поддерживает ускорение конвертации при помощи технологии DXVA.

## Функциональные ограничения в программе
В демонстрационном режиме в программе имеются различные ограничения:
- Freemake лого — это одно из ограничений в программах Freemake, при котором в начало и в конец обрабатываемых видеофайлов автоматически добавляется изображение в виде логотипа Freemake, длительностью по 2,5 секунды, а CUDA и DXVA при работе выключены. Для снятия этого ограничения в программе требуется любая активная лицензия.
- Freemake промо — это одно из ограничений в программах Freemake, при котором в обрабатываемые видеофайлы на протяжении всего видео, в само изображение вписывается рекламная надпись производителя, а CUDA и DXVA при работе выключены. Для снятия этого ограничения в программе требуется любая активная лицензия.
- Кроме того, существуют также и другие ограничения. Для снятия всех ограничений в программе необходима активация лицензии Mega Pack, Полный пакет (Всё в одном — всё включено). Но возможна и частичная активация по выбору (по мере выхода новых версий, перечень функций в одних и тех же пакетах может иметь некоторые различия):
- Gold Pack (Золотой пакет, аналог лицензии Mega Pack предоставляемый за пожертвования)
- Subtitles Pack (Редактор субтитров)
- Super Sale Pack (Супер распродажа, аналог лицензии Mega Pack распространяемый по акции)
- Remove Branding Pack (Пакет удаления брендинга)
- Speed Pack (Увеличивает скорость конвертирования в 4 раза)
- Web Pack (Веб-пакет)
- Partricular Gold Pack (Персональный золотой пакет), в данной программе не предоставляется.
- Infinity Pack (Безлимитная лицензия), в данной программе не предоставляется.
- Premium Pack (Премиум поддержка), в данной программе не предоставляется.
- Media Access Pack (Пакет доступа к мультимедиа), в данной программе не предоставляется.
- Business Pack (Лицензия для бизнеса), в данной программе не предоставляется.

Из частичных лицензий пользователями наиболее востребованы Gold Pack и Subtitles Pack. Gold Pack даёт возможность обрезать черные полосы в видео, открывает ранее закрытые DVD-меню, появляется возможность автосохранения проекта. Subtitles Pack позволяет вшить в видео отключаемые субтитры, регулировать их размер и выбрать шрифт. В бесплатной версии субтитры «впекаются» в картинку при конвертации, становятся частью изображения и в дальнейшем не редактируются, то есть нельзя их отключить или вставить несколько версий. А также востребован Speed Pack, который в 4 раза увеличивает скорость конвертирования файлов.

## Нарушение лицензии
Разработчики FFmpeg утверждают, что компания «Freemake» нарушает их авторские права на распространение бинарных файлов программного обеспечения из проекта FFmpeg без соблюдения правил лицензии GNU GPL.

## Недостатки
При загрузке программы с сайта freemake.com антивирусы детектируют вирус Adware.
Adware - различное рекламное ПО, сбор маркетинговой информации о пользователе.